# Qingfloden
Qingfloden eller Qinghe (清河; Qīnghé) är ett vattendrag i Peking i Kina. Qingfloden rinner från Jingmikanalen och Kunmingsjön vid Sommarpalatset vidare öster ut parallellt med norra Femte ringvägen vidare  nordost tills den förenas med Wenyufloden efter att ha korsat Daguang Expressway.